# Boomplay Music
Boomplay Music es un servicio de reproducción de música vía streaming y descarga digital desarrollado por Transsnet Music Limited. El servicio fue lanzado por primera vez en Nigeria en 2015 por TECNO Mobile y Transsion Holdings. Boomplay cuenta con un servicio basado en suscripción y freemium; las funciones básicas son gratuitas con anuncios o limitaciones, mientras que las funciones adicionales, como la descarga para reproducir música sin conexión y para escucharla sin publicidad, se ofrecen a través de suscripciones de paga. El servicio está actualmente disponible vía web y en sistemas operativos Android e iOS. El 3 de agosto de 2018, el servicio registró 10 millones de instalaciones en la tienda de aplicaciones de Google Play. Actualmente cuenta con 75 millones de usuarios.

## Historia
Boomplay Music se centra principalmente en contenido de música urbana y local africana y se lanzó por primera vez en Nigeria en 2015. Boomplay Music Version 2.1 se lanzó en marzo de 2016, presentando su suscripción premium que incluía servicios de suscripción de pago, reproducción de música sin publicidad y descarga sin conexión. En marzo de 2017, se presentó la versión 3.0 que incluía un nuevo logotipo, una interfaz de usuario rediseñada, la función de follow y la introducción de una nueva función «Buzz» que permite a los usuarios acceder a noticias de entretenimiento sin salir de la aplicación. En 2017, ganó el premio a Best African App en los premios AppsAfrica Innovation en Ciudad del Cabo, Sudáfrica y el 14 de abril de 2017 anunció una asociación con la compañía estadounidense TuneCore. El 5 de noviembre de 2018, Boomplay Music llegó a un acuerdo con Universal Music Group para distribuir contenido de sus diferentes sellos musicales. El acuerdo tiene un extenso catálogo de Universal, ofreciendo tanto artistas locales y globales, incluidos Eminem, Tekno, Post Malone, Nicki Minaj, Lady Zamar, Lil Wayne, Bob Marley, Brenda Fassie, Wurld, J. Cole, Dr Tumi, Nasty C, 6lack, Diana Ross, Hugh Masekela, Jon Bellion, Lady Gaga, Tamia, Maroon 5, AKA & Anatii, Tjan, Jah Prayzah, Nonso Bassey, Mafikizolo, Cina Soul, Ella Mai y Mr Eazi. En diciembre de 2018, se lanzó la versión de la aplicación para iOS. En marzo de 2019, se anunció un acuerdo de licencia con Warner Music Group. Los términos de la asociación permiten a Boomplay distribuir el extenso catálogo de Warner Music de más de un millón de canciones a su comunidad de oyentes en diez países; Camerún, Costa de Marfil, Ghana, Kenia, Nigeria, Ruanda, Senegal, Tanzania, Uganda y Zambia. En marzo de 2019, la plataforma completó con éxito una financiación de la serie A de 20 millones de dólares estadounidenses liderada por Maison Capital y seguida por Seas Capital y otros inversores estratégicos. En 2021 se anunció que Boomplay está trabajando con el proveedor croata Centili para innovar los modelos de pago de datos. Los clientes ganan puntos que se pueden usar a cambio de datos, pueden participar en promociones y concursos para ganar datos y pueden regalar datos a otros usuarios. Esta función se lanzó inicialmente en Nigeria, pero se espera que se implemente en los otros países en los que opera Boomplay.
En octubre, Billboard anunció que los datos de streaming obtenidos de Boomplay se agregarían a los datos utilizados para recopilar las listas Billboard Hot 100, Billboard 200 y otros listados de la revista.

### Socios
En mayo de 2019, Boomplay firmó un acuerdo de distribución con los servicios de distribución de Believe Digital. Believe fue fundada en París en 2004 por Denis Ladegaillerie como una división mundial de servicios y distribución en línea y un sello discográfico interno. Con 32 oficinas en 16 territorios, los clientes de la compañía incluyen Scorpio Music, Kitsune, Chinese Man Records, Fargo, Baco Records, Afrique Caraibes Productions y Yellow. Ese mismo año la plataforma anunció acuerdos de licencia con Warner Music Group, Universal Music Group, Sony Music Group y la agencia global de derechos independientes Merlin.

### Expansión
Boomplay Music anunció su mudanza al este de África al abrir su oficina en Kenia en agosto de 2016. Abrieron una oficina más en Tanzania en abril de 2017. Actualmente también tiene operaciones y oficinas locales en Nigeria y Ghana.

### Cuentas y suscripciones
A partir de enero de 2018, los dos tipos de suscripción de Boomplay, que ofrecen tiempo de reproducción ilimitado y calidad de sonido mejorada (hasta 320 kbit/s de tasa de bits) son:
| Tipo                   | Sin anuncios | Reproducción móvil | Calidad de sonido mejorada | Guardar y reproducir sin conexión | Descarga de música |
| ---------------------- | ------------ | ------------------ | -------------------------- | --------------------------------- | ------------------ |
| Boomplay Music Free    | No           | Limitada           | Sí                         | No                                | Sí                 |
| Boomplay Music Premium | Sí           | Sí                 | Sí                         | Sí                                | Sí                 |